# Kitty Crowther
Kitty Crowther (née le 4 avril 1970 à Bruxelles) est une illustratrice et auteure belge de littérature de jeunesse,.

## Biographie
Kitty Crowther est la fille d'un Anglais et d'une Suédoise. Elle est née le 4 avril 1970 à Uccle, Bruxelles trois ans après sa sœur.
Son enfance a eu une influence sur sa vision des choses et ses futurs livres. Elle est née malentendante et commence à parler seulement à 4 ans. À cause de ses problèmes auditifs elle rêve beaucoup et regarde le monde à travers les livres. « En tant que malentendante, je vois un peu à travers les gens et je suis toujours étonnée de la différence entre l'apparence et la réalité. C'est déstabilisant de ne pas pouvoir s'appuyer sur ce qu'on entend. Alors je lis la manière de se tenir, la manière de bouger... »

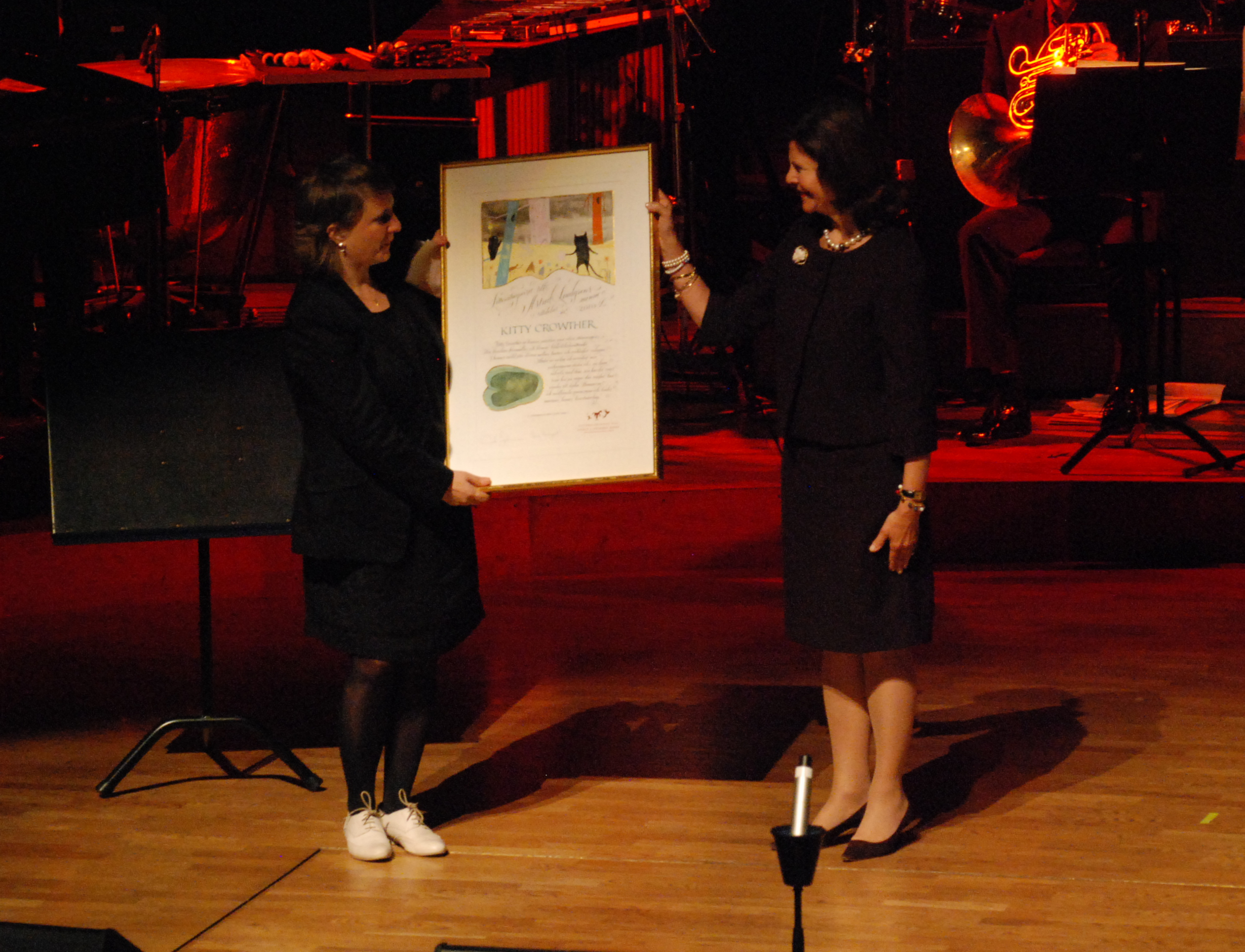
Kitty Crowther lors de la remise du prix Astrid-Lindgren en 2010.

Durant son enfance Kitty passe beaucoup de temps dans la petite ville portuaire de Veere en Zélande, Pays-Bas. Cet endroit devient très important pour elle, il l'éveille à la nature et à l'eau. Beaucoup de souvenirs de ce lieu ressortiront dans ses livres, entre autres dans Mon ami Jim et Le grand désordre.
Sa grand-mère anglaise et son père lui transmettent l'enthousiasme pour la nature et la sensibilité à la beauté des lieux. Sa famille lui donne la chance d'apprendre les différentes cultures. Kitty commence à lire avec des albums de Beatrix Potter, Richard Scarry. Mais elle est aussi entourée par les images suédoises, scandinaves, américaines, françaises.
Dès son enfance elle invente des histoires, d'abord en mettant en scène les flacons de la salle de bain. Elle se considère plutôt comme quelqu'un qui raconte des histoires que comme une dessinatrice.
En 1986, Kitty commence ses études à l'Académie des Beaux-Arts de Bruxelles ; en 1990 elle continue ses études à École supérieure des arts Saint-Luc. Très vite après la fin de ses études, elle publie son premier livre, Mon Royaume, en 1994.
En 1997 naît son fils Théodore, suivi par Elias en 1999.
Plusieurs de ses albums, comme Mon ami Jim ou Scritch scratch dip clapote !, se diffusent à l'internationale. En 2010, elle se voit décerner le Prix commémoratif Astrid-Lindgren, récompense internationale dans le domaine de la littérature de jeunesse.

## Caractéristiques de son œuvre
Kitty Crowther publie tout au long de sa carrière dans la collection Pastel de l'École des loisirs.
Dans ses albums, Kitty Crowther n’aborde pas les thèmes classiques de la littérature enfantine mais plutôt des sujets essentiels de la vie : l’amitié, la solitude, la perte d’un être cher (Moi et Rien), et aussi des sujets quotidiens: la peur du noir (Scritch scratch dip clapote !)  l’attente, le temps qui passe (Alors ?), les petites réussites de chaque jour (la série Poka et Mine). La nature est également très présente dans ses albums. À partir des années 2000, Kitty Crowther se tourne vers des thématiques davantage "psychanalytiques", via des albums comme Annie du lac, Le Petit Homme et Dieu ou Mère Méduse.
Les origines anglaise, suédoise, hollandaise et belge de Kitty Crowther donnent naissance à un univers singulier empreint à la fois de nonsense britannique et de mystère, de fantaisie et de gravité.
Kitty Crowther dessine et fait parler beaucoup d’animaux dans ses albums. L’illustratrice laisse cependant une grande place au doute. Entre un animal déguisé en humain ou le contraire, la frontière est floue. Son parti pris est que ses personnages ne soient jamais complètement identifiables afin de ne pas les enfermer dans un genre. Elle leur donne « une présence consciente », à la limite du réel et de l’imaginaire.
Ses histoires où les personnages principaux sont des animaux sont généralement quotidiennes. À l’inverse, ses histoires faisant intervenir des personnages humains se situent très souvent dans le registre de l’étrange.
Kitty Crowther travaille le plus souvent directement dans des carnets, dans un rapport proche du livre, et proche de l’expérience propre du lecteur, à 30 cm de soi.
Puis retravaille à partir de photocopies de ses carnets sur une table lumineuse pour approfondir les expressions de ses personnages, les mouvements, les ombres et les lumières.
Tove Jansson et Frances Hodgson Burnett font partie de ses premières inspirations.

## Adaptation
Certains de ses albums ont été adaptés au théâtre. C'est le cas de Moi et rien qui a été adapté en 2017 par la compagnie Teatro Gioco Vita en théâtre d'ombre et d'objets.

## Œuvre

### Auteure et illustratrice
- Mon Royaume[3], L'École des loisirs-Pastel, 1994
- Va faire un tour, L'École des loisirs-Pastel, 1995
- Mon ami Jim, L'École des loisirs-Pastel, 1996
- Lily au royaume des nuages, L'École des loisirs-Pastel, 1997
- Trois histoires folles de Monsieur Pol, L'École des loisirs-Pastel, 1999
- Pour sa naissance, Albin Michel Jeunesse, 2000
- Moi et rien, L’École des loisirs-Pastel, 2000
- Le Bain d'Elias, L'École des loisirs-Pastel, 2001
- Scritch scratch dip clapote !, L'École des loisirs-Pastel, 2002
- L'Enfant racine, L'École des loisirs-Pastel, 2003
- La Visite de la Petite Mort, L'École des loisirs-Pastel, 2004
- Petits meurtres et autres tendresses, Seuil, 2004
- Poka & Mine. Le Réveil, L'École des loisirs-Pastel, 2005
- Poka & Mine. Les nouvelles ailes, L'École des loisirs-Pastel, 2005
- Le Grand Désordre, Seuil Jeunesse, 2005
- Alors ?, L'École des loisirs-Pastel, 2006
- Poka & Mine. Au musée, L'École des loisirs-Pastel, 2007
- Poka & Mine. Au cinéma, L'École des loisirs-Pastel, 2007
- Poka & Mine. Au fond du jardin, L'École des loisirs-Pastel, 2007
- Annie du lac, L'École des loisirs-Pastel, 2009  prix Baobab de l’album, Salon du livre et de la presse jeunesse de Montreuil, 2009
- Le petit homme et Dieu, L'École des loisirs-Pastel, 2010
- Poka & Mine. Le football, L'École des Loisirs-Pastel, 2010
- Poka & Mine. À la Pêche, L'École des Loisirs-Pastel, 2013
- Mère Méduse, L'École des loisirs-Pastel, 2014
- Poka & Mine. Un cadeau pour Grand-mère, L'École des Loisirs-Pastel, 2016
- Jan Toorop. Le chant du temps[8], Versant Sud, 2016 - autour du peintre néerlandais Jan Toorop (1858-1928)
- Petites histoires de nuit, L'école des loisirs-Pastel, 2017
- Je veux un chien et peu importe lequel, L'École des Loisirs-Pastel, 2021

### Illustratrice
- Un jour, mon prince viendra, texte de Andrea Nève, L'École des loisirs-Pastel, 1995
- Copain des peintres : la boîte à idées des artistes en herbe, texte de Geneviève Casterman, Milan Jeunesse, 1997
- Les animaux et leurs poètes, poèmes réunis par Jean-Hugues Malineau, Albin Michel, 1998.
- La Grande Ourse, texte de Carl Norac, L'École des loisirs-Pastel, 1999
- 365 histoires, comptines et chansons, texte de Marie Delafon, collectif d'illustrateurs, Albin Michel Jeunesse, 2000
- Le Père Noël m'a écrit, texte de Carl Norac, L'École des loisirs-Pastel, 2001
- Tout va très bien, Madame la marquise, texte de Charles Pasquier, Henri Allum et Paul Misraki, Didier Jeunesse, « coll. Guinguette », 2001
- L'Anniversaire de l'écureuil, texte de Toon Tellegen, Albin Michel Jeunesse, 2002
- Teri-Hate-Tua, l'épouvantable tortue rouge !, texte de Jean-François Chabas, Casterman, coll. « Romans Huit et plus », 2002
- La Princesse qui n'existait pas, texte de Christian Oster, L'École des loisirs, coll.«  Mouche », 2003
- Vingt-neuf moutons, texte de Christian Oster, L'École des loisirs, coll.«  Mouche », 2004
- Spinoza et moi, texte de Sylvaine Jaoui, Casterman, coll. « Casterman poche », 2005
- Les Contes de l'armoire, texte d'Alix Mosonyi, L'École des Loisirs, coll. « Neuf », 2006
- Les Contes du magasin, texte d'Alix Mosonyi, L'École des Loisirs, coll. « Neuf », 2006
- Un nuage dans le ventre, texte de Gilles Abier, Actes Sud Junior, coll. « Romans », 2007
- Dans moi, texte d'Alex Cousseau, MeMo, 2007
- Petits poèmes pour passer le temps, poèmes de Carl Norac, graphisme de Célestin, Didier Jeunesse, 2009 grand prix SGDL du livre jeunesse 2009[9].
- Lutin Veille, texte d'Astrid Lindgren, L'École des Loisirs-Pastel, 2012
- Farwest, texte de Peter Elliott, L'École des loisirs-Pastel, 2018
- La Cavale (Rymlingarna), texte de Ulf Stark, traduit du suédois par Alain Gnaedig, L'École des loisirs-Pastel, 2019
- Nous, les enfants de l'archipel, texte de Astrid Lindgren, traduit du suédois par Alain Gnaedig, L'École des loisirs-Pastel, 2022

## Prix et récompenses
- 1992 : Prix Figures Futur[1], Jeunes illustrateurs pour demain, au Salon du livre et de la presse jeunesse de Montreuil, France
- 1994 : Prix graphique Auteur illustrateur de CLIEJ, Centre d'étude en littérature de jeunesse, France pour Va faire un tour.
- 1999 : Mention dans le cadre du prix UNESCO pour Mon ami Jim.
- 2003 : Prix Pinceau d'argent aux Pays-Bas pour Scritch scratch dip clapote.
- 2004 : Prix Pinceau d'argent pour La visite de la petite mort.
- 2006 : Prix Libbylit[10], délivré par l' IBBY, catégorie album belge, pour Alors ?
- 2006 : le Grand prix triennal de la communauté française de Belgique
- 2009 : Prix Baobab du Salon du livre et de la presse jeunesse de Montreuil pour Annie du Lac
- 2009 : Grand prix SGDL du livre jeunesse 2009[9] pour Petits poèmes pour passer le temps
- 2010 : Prix commémoratif Astrid-Lindgren, qui récompense l’intégralité d’une œuvre de littérature jeunesse[11]. Son montant de cinq millions de couronnes suédoises (env. 560 000 euros) en fait le plus grand prix de littérature pour l’enfance et la jeunesse au monde[12].
- 2018 :  Premio nazionale Nati per Leggere[13] du Salon international du livre (Turin) pour Petites histoires de nuit
- 2019 : Prix Libbylit[10] délivré par l' IBBY, catégorie Roman junior, pour La Cavale, texte de Ulf Stark

## Expositions
- 2016 : Gemeente Museum Den Haag - La Haye : À l'occasion de l'exposition des œuvres du peintre Jan Toorop dans ce musée, exposition simultanée dans la galerie des enfants du musée des originaux du livre de Kitty Crowther  Le chant du temps[8], commande passée à l'illustratrice d'un livre s'inspirant des peintures de Jan Toorop.